# Buellia desertorum
Buellia desertorum är en lavart som beskrevs av Müll. Arg. 1892. Buellia desertorum ingår i släktet Buellia och familjen Caliciaceae.   Inga underarter finns listade i Catalogue of Life.